# John Godfrey Morris
John Godfrey Morris (Maple Shade, 7 de dezembro de 1916 - Paris, 28 de julho de 2017) foi um jornalista e foto-editor estadunidense. Morris trabalhou para publicações como a revista "Life" e os jornais "The Washington Post" e "The New York Times".

## Vida profissional
Vencedor de vários prêmios como o "National Press Photographers Association" de 1971 ou o "Bayeux-Calvados Awards for war correspondents" de 2004, foi o editor de fotos históricas como as do fotógrafo Robert Capa feitas no Desembarques da Normandia na Segunda Guerra Mundial; de Eddie Adams que na Guerra do Vietnã capturou a imagem de um policial vietnamita do sul no ato da execução de um prisioneiro vietcong com um tiro na cabeça, ou a imagem símbolo da Guerra do Vietnã, feita pelo fotógrafo Nick Ut, quando registra Kim Phuc, então com 9 anos, fugindo nua e com o corpo ferido de um ataque de napalm em sua aldeia.

## Premiações
- 1971: Joseph A. Sprague Memorial Award, National Press Photographers Association (NPPA)[4]
- 1999: International Center of Photography] (ICP) Writing Award for Get The Picture: A Personal History of Photojournalism
- 2002: Professional Achievement Citation University of Chicago[5]
- 2003: Dr. Erich Salomon Prize Lifetime Achievement Award for photojournalists by the German Society of Photography[6]
- 2004: Bayeux-Calvados Awards for war correspondents[4]
- 2009: Chevalier of the Legion of Honour[7]
- 2010: International Center of Photography (ICP) Lifetime Achievement Award [7]

## Fotos históricas

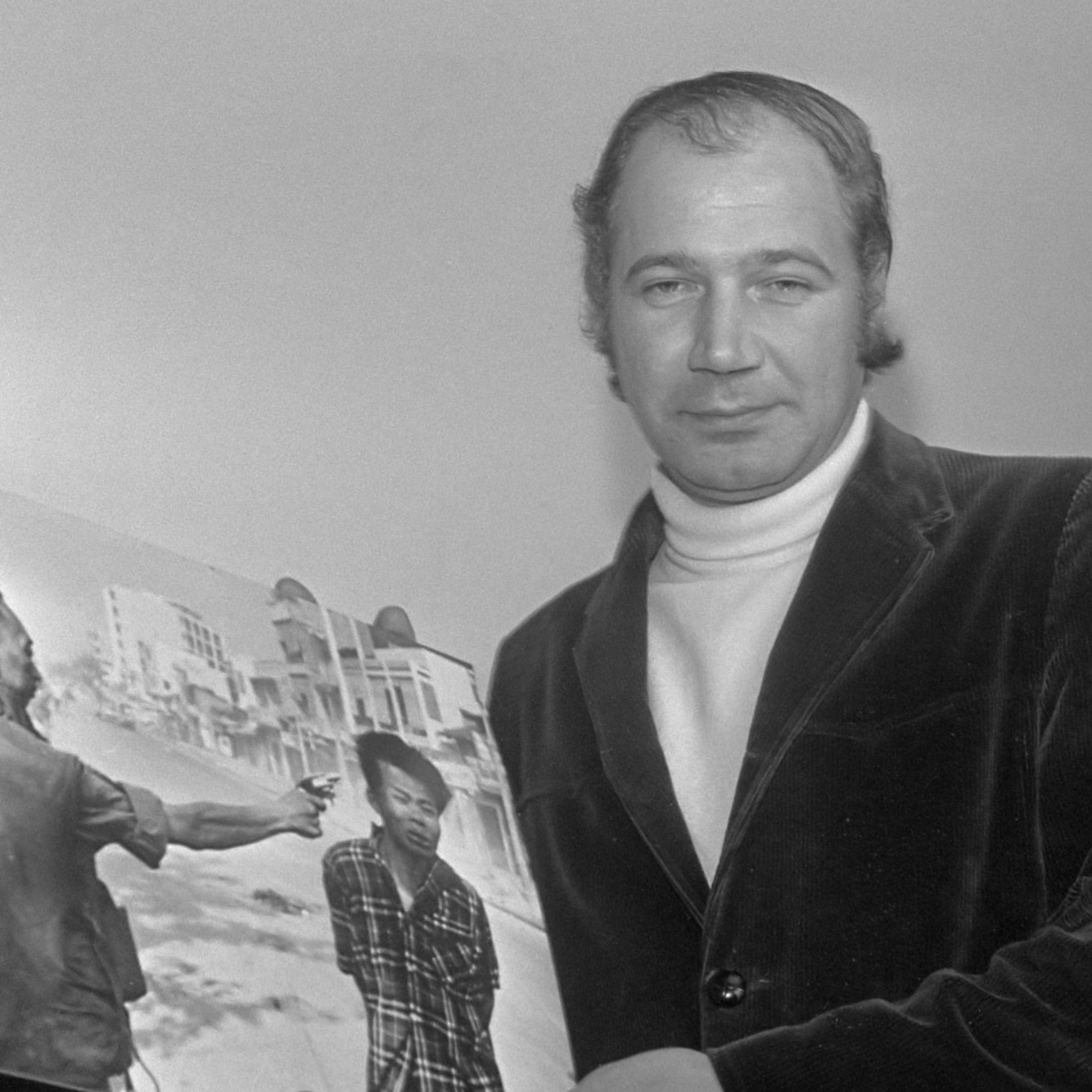
Eddie Adams com sua foto histórico, editada por John G. Morris